# Уліс Вільямс
Уліс Вільямс (англ. Ulis C. Williams; нар. 24 жовтня 1941) — американський легкоатлет, який спеціалізувався в бігу на короткі дистанції.

## Із життєпису
Олімпійський чемпіон в естафеті 4×400 метрів (1964).
Олімпійський фіналіст (5-е місце) у бігу на 400 метрів (1964)
Чемпіон США у бігу на 440 ярдів (1962, 1963).
Ексрекордсмен світу в естафеті 4×400 метрів та 4×440 ярдів.
По завершенні спортивної кар'єри працював у галузі освіти.

## Основні міжнародні виступи
| Рік  | Змагання         | Місто   | Місце | Дисципліна |
| ---- | ---------------- | ------- | ----- | ---------- |
| 1964 | Олімпійські ігри | Токіо   | 5     | 400 м      |
| 1964 | 1                | 4×400 м |       |            |